# Ссавці
Ссавці́ (Mammalia) — клас теплокровних хребетних тварин, яким притаманні високий розвиток кори великих півкуль головного мозку, наявність молочних залоз та волосяного покриву. Ссавці опанували всі середовища життя, разом із водним і повітряним.
Станом на 1 лютого 2018 року відомо 6399 сучасних видів ссавців, які розподілені між 1359 родами, 167 родинами та 27 рядами. За кількістю сучасних видів над ссавцями переважають такі групи хребетних, як риби — 21 тисяч, та птахи — 9000—10000 (плазунів — 8 тисяч).
Морфологічні ознаки ссавців: тіло вкрите шерстю; шкіра багата залозами; особливими є молочні залози. Покривні кістки черепа мають порожнини. Череп зчленовується з хребтом двома потиличними виростами. Нижня щелепа складається тільки із зубної кістки. Квадратна і зчленівна кістки видозмінені на слухові кісточки і розташовані в порожнині середнього вуха. Зуби розподілені на різці, ікла, передкутні і кутні; всі вони, крім кутніх, звичайно мають «молочну» генерацію, вони сидять в альвеолах. Ліктьовий суглоб спрямований назад, колінний — уперед. Серце чотирикамерне, зберігається лише одна ліва дуга аорти. Еритроцити без'ядерні. Переважна більшість ссавців здатні до живородіння, з чим пов'язаний розвиток плаценти. Як і всім амніотам, ссавцям властиве тільки внутрішнє запліднення.

## Назва
Латинська назва Mammalia походить від mamma — «молочна залоза». Українська назва походить від слова «ссати», яке походить від прасл. *sъsati (староцерк.-слов. съсати). Можливо, вперше українська назва «ссавцѣ» (Mammalia), як синонім до «ссущіи» вжито в підручнику «Зоологія» 1874 р., який є перекладом підручника Алойзія Покорного; переклад виконав професор Михайло Полянський. Потрібно зазначити, що українське ссавці є повним фонетичним відповідником чеської назви ssawci, яка була у вжитку в XIX ст..

## Анатомічна будова

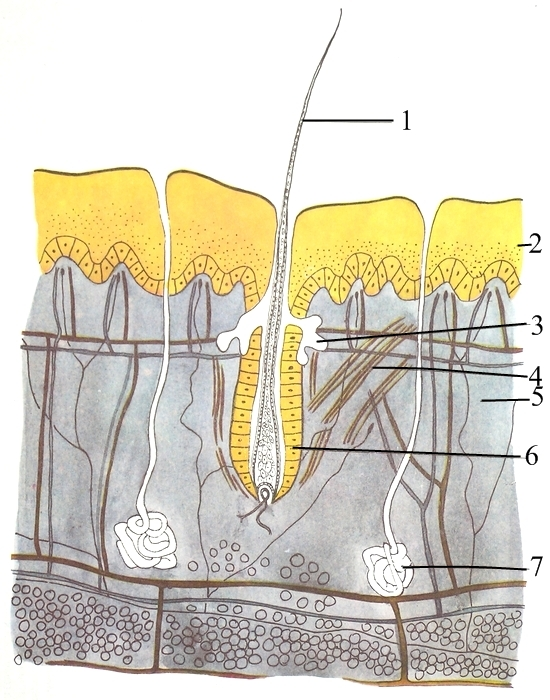
Шкіра ссавців. 1- остьова волосина, 2 — роговий шар епідермісу, 3 — сальна залоза, 4 — м'яз, 5 — власне шкіра (дерма), 6 — волосяна сумка, 7 — потова залоза з вивідною протокою.

### Покриви тіла
Шкіра ссавців складається з двох шарів: зовнішнього — епідермісу і внутрішнього — дерми, або власне шкіри. Епідерміс своєю чергою складається з двох шарів. Глибокий шар, представлений живими циліндричними або кубічними клітинами, відомий під назвою мальпігієвого або паросткового шару. Ближче до поверхні клітини пласкіші, в них з'являються вкраплення кератогіаліну, який, поступово заповнюючи вміст клітини, веде до її рогового переродження і відмирання. Поверхнево розташовані клітини остаточно роговіють і поступово злущуються у вигляді дрібної «лупи» або цілими клаптями. Зношення рогового шару епідермісу заповнюється постійним наростанням його завдяки діленню клітин мальпігієвого шару.

#### Будова волосся
У структурі волосся розрізняють стовбур — частину, яка виступає над шкірою, і корінь — частину, що сидить в шкірі. Стовбур складається з серцевини, кіркового шару і шкірки. Серцевина є пористою тканиною, між клітинами якої знаходиться повітря; саме ця частина волоса надає йому малу теплопровідність. Кірковий шар, навпаки, дуже щільний і додає волосу міцність. Тонка зовнішня шкірка захищає волос від механічних і хімічних дій. Корінь волосини у своїй верхній частині має циліндричну форму і є прямим продовженням стовбура. У нижній частині корінь розширюється і закінчується колбоподібним потовщенням — волосяна цибулина, яка, мов ковпачок, охоплює виріст кутису — волосяний сосочок. Кровоносні судини, що входять в цей сосочок, забезпечують життєдіяльність клітин цибулини волоса. Утворення і наростання волосся відбувається шляхом розмноження і видозміни клітин цибулини. Стовбур волоса є вже мертвим роговим утвором, нездатним до зростання і зміни форми.

#### Шкірні залози
Ссавцям притаманні численні та різноманітні за будовою і призначеннями шкірні залози. Основні типи залоз такі: потові, сальні, пахучі, молочні.
Потові залози трубчасті, глибинні частини їх мають вид клубка. Вони відкриваються безпосередньо на поверхні шкіри чи у волосяну сумку. Продуктом виділення цих залоз є піт, що складається здебільшого з води, в якій розчинені сечовина і солі. Завдання — охолоджування тіла шляхом випаровування.
Сальні залози мають гроноподібну будову й відкриваються у лійку волосяної сумки. Жирний секрет цих залоз змащує волосся і поверхневий шар епідермісу шкіри.
Пахучі залози є видозміною потових або сальних залоз, а іноді поєднанням обох.
Молочні залози, є своєрідною видозміною простих трубчастих потових залоз. У найпростішому випадку вони зберігають трубчасту будову і відкриваються назовні у волосяну сумку (в однопрохідних ссавців). У сумчастих і плацентарних молочні залози мають гроноподібну будову і протоки їх відкриваються на сосках.

### М'язова система
М'язова система ссавців дуже розподілена і відрізняється великим числом різноманітно розташованих м'язів. Властива наявність куполоподібного м'яза — діафрагми, що відмежовує черевну порожнину від грудної. Переважно її призначення полягає в зміні об'єму грудної порожнини, що пов'язана з диханням. Значний розвиток отримує підшкірна мускулатура, що приводить в рух шкіру.

### Скелет
Визначна риса в будові хребта — плоскі зчленовані поверхні хребців (платицельні хребці), між якими розташовані міжхребцеві диски, чітко виражена диференціація хребта на 5 відділів (шийний, грудний, поперековий, крижовий, хвостовий) і постійне число шийних хребців (сім). У шийному відділі властива наявність добре виражених атланта і епістрофея. Грудний відділ складається найчастіше з 12—15 хребців. До передніх грудних хребців (зазвичай до семи) дочленовуються ребра, сполучені з грудиною (справжні ребра). Решту грудних хребців несуть ребра, що не доходять до грудини (несправжні ребра). Грудина представляє сегментовану кісткову пластинку, що закінчується подовженим хрящем — мечоподібним відростком. У поперековому відділі число хребців варіює від 2 до 9; ці хребці несуть рудиментарні ребра. Крижовий відділ складається найчастіше з чотирьох зрощених хребців. Водночас, тільки перші два хребці є істинно крижовими, а інші — хвостовими хребцями, що приросли до крижів.
Череп ссавців відзначається відносно великою мозковою коробкою, що пов'язано із розвитком головного мозку. У молодих звірів мозкова коробка, порівняно з лицьовою частиною, розвинена відносно сильніше, ніж у дорослих (це насправді пов'язано з незначним початковим розвитком лицьового відділу черепа). Число окремих кісток в черепі ссавців менше, ніж у нижчих груп хребетних, що зумовлено зростанням більшості кісток. Шви між кістковими комплексами зростаються порівняно пізно, особливо в області мозкової коробки. Це дає можливість збільшення об'єму головного мозку у міру росту тварини; з віком ці тім'ячка (лобове, потиличне і два бічних) заростають.

### Травна система
Травний тракт починається передротовою порожниною, розташованою між властивими тільки ссавцям м'ясистими губами, щоками і щелепами. За щелепами лежить ротова порожнина, в якій їжа піддається механічному подрібненню і хімічній дії. За ротовою порожниною розташовується глотка, у верхню частину якої відкриваються внутрішні ніздрі і євстахієві труби. На нижній поверхні глотки розташована гортанна щілина.
Стравохід добре виражений, з гладенькою мускулатурою. Шлунок виразно відокремлений від інших відділів травного тракту і забезпечений численними залозами. Шлунок представлений або мішкоподібним розширенням, або роздільний на низку відділів.
Кишка поділяється на тонкий, товстий і прямий відділи. На межі тонкого й товстого відділів відходить сліпа кишка. Печінка розташована під діафрагмою. Жовчні протоки впадають в першу петлю тонкої кишки. У цей самий відділ кишки впадає протока і підшлункової залози, яка розташована у згортці очеревини.

### Дихальна система
Єдиний орган дихання — губчасті легені. Для ссавців притаманне ускладнення верхньої гортані. Голосові зв'язки у вигляді парних згорток слизової оболонки гортані лежать між щитоподібними і черпалоподібними хрящами. Трахея і бронхи добре розвинені. В області легенів бронхи діляться на велике число дрібних бронхіол, які закінчуються альвеолами. Тут галузяться кровоносні судини.
Обмін повітря в легенях обумовлений зміною об'єму грудної клітки, що виникає в результаті руху ребер і куполоподібного м'яза, що подається до грудної порожнини, — діафрагми.

### Кровоносна система
Серце чотирьох камерне. Наявна тільки одна ліва дуга аорти, що відходить від товстостінного лівого шлуночка. Від аорти відходить коротка безіменна артерія, яка ділиться на праву підключичну артерію, праву і ліву сонні артерії, ліва ж підключична артерія відходить самостійно від дуги аорти. Спинна аорта лежить під хребетним стовпом і ділиться на ряд гілок до мускулатури і внутрішніх органів.
Для венозної системи властива відсутність комірного кровообігу в нирках. Ліва передня порожниста вена зливається з правою передньою порожнистою веною, яка і виливає всю кров від переднього відділу тіла у праве передсердя.

### Нервова система
Головний мозок відзначається відносно дуже великими розмірами, що обумовлюється збільшенням об'єму півкуль переднього мозку і мозочка. Розвиток переднього мозку виражається в основному в розростанні його даху — мозкового зведення, а не смугастих тіл, як у птахів. Високий розвиток кори мозку. Сіра речовина розташована поверх білої речовини. У корі розташовані центри вищої нервової діяльності. Великі півкулі мають звивини. У простому випадку є одна сильвієва борозна, що відокремлює лобову частку кори від скроневої частки. Далі з'являється поперечна роландова борозна, що йде, відокремлює зверху лобову частку від потиличної. У вищих представників класу число борозен велике. Проміжний мозок зверху не видно. Епіфіз і гіпофіз невеликі. Для середнього мозку характерний поділ його двома взаємно перпендикулярними борознами на чотири частки. Мозочок великий і диференційований на декілька відділів.

### Органи чуття

#### Органи нюху
Нюхові органи дуже розвинені і відіграють величезну роль. Поступовий розвиток нюхових органів виражається у збільшенні об'єму нюхової капсули і утворення системи нюхових раковин.

#### Органи слуху
Орган слуху розвинений дуже добре. До його складу, окрім внутрішнього і середнього вуха, входять ще зовнішній слуховий прохід і вушна раковина. Вушна раковина підсилює слух. Внутрішній кінець слухового проходу затягнутий барабанною перетинкою, за якою лежить порожнина середнього вуха. В останній, у ссавців знаходиться три слухові кісточки. Молоточок упирається в барабанну перетинку, до нього рухомо прикріплене ковадлечко, що зчленоване зі стремінцем, а воно впирається в овальне вікно перетинкового лабіринту внутрішнього вуха.

#### Органи зору
Загалом кольоровий зір у ссавців розвинений слабко. Майже весь спектр, здатні розрізняти лише вищі мавпи східної півкулі. Акомодація у ссавців відбувається тільки шляхом зміни форми кришталика під дією війкового м'яза. Вважається, що сучасні ссавці, які еволюціонували після вимирання динозаврів, вели переважно нічний спосіб життя і не потребували кольорового зору. Люди, людиноподібні мавпи та мавпи Старого Світу, є триколірними. Щодо приматів, передбачається, що сприйняття кольорів було корисно для виявлення здалеку стиглих плодів або молодого листя, яке часто червоніє в тропіках, і є важливим харчовим запасом, коли фруктів мало.

### Видільна система
Нирки у ссавців тазові. Тулубові нирки у ссавців — ембріональний орган, і згодом редукуються. Метанефричні нирки ссавців являють собою невеликі, зазвичай бобоподібної форми органи. Поверхня гладка. Нирка складається із зовнішнього кіркового шару і внутрішнього смугастого мозкового шару. У кірковому шарі розташовані звивисті канальці, що закінчуються боуменовими капсулами, усередині яких містяться клубки кровоносних судин (мальпігієві тільця). У судинних клубочках здійснюється проціджувальна дія, де утворюється первинна сеча. Ниркові канальці утворюють декілька колін; у них відбувається реабсорбція з первинної сечі води, цукру і амінокислот. Число ниркових канальців дуже велике. Кінцевий продукт білкового обміну (як і у риб та амфібій) — сечовина.

### Статева система

#### Статева система самців
Статеві залози самця — сім'яники — мають характерну овальну форму. У більшості звірів сім'яники спочатку розташовуються в порожнині тіла, але у міру статевого дозрівання вони опускаються донизу і потрапляють в особливий розташований зовні мішечок — калитку, що сполучається з порожниною тіла паховим каналом. До сім'яника прилягає зернисте тіло — придаток сім'яника, що морфологічно є клубком дуже звитих сім'явивідних каналів сім'яника і гомологічний передньому відділу тулубової нирки.
Від придатка відходить гомологічний вольфовому каналу парний сім'япровід, який впадає біля кореня статевого члена в сечостатевий канал. Сім'япроводи утворюють парні сім'яні пухирці. Вони продукують клейку рідину сперми. При основі статевого члена лежить друга парна залоза — передміхурова. Секрет передміхурової залози є основною частиною рідини сперми.
На нижній стороні пеніса розташовується сечостатевий канал. Вгору і з боків від нього лежать печеристі тіла, внутрішні порожнини яких під час статевого збудження наповнюються кров'ю, внаслідок чого пеніс стає пружним і збільшується в розмірах.

#### Статева система самиці
Парні яєчники завжди лежать в порожнині тіла і прикріплені до спинної сторони черевної порожнини брижею. Парні яйцепроводи, гомологічні мюллеровим каналам, відкриваються передніми своїми кінцями в порожнину тіла в безпосередній близькості від яєчників. Тут яйцепроводи утворюють широкі лійки. Верхній звивистий відділ яйцепроводів представляє фаллопієві труби. Далі йдуть розширені відділи — матка, які відкриваються в непарний відділ — піхву. Остання переходить в короткий сечостатевий канал. На черевній стороні сечостатевого каналу розташовується невеликий виріст — клітор, який має печеристі тіла і відповідає пенісу самця.
Під час розвитку ембріона, в матці ссавців з'являється притаманне для них утворення — плацента. Тільки в однопрохідних плацента відсутня. У сумчастих є зачатки плаценти. Плацента виникає внаслідок зрощення зовнішньої стінки алантоїсу з серозною оболонкою, через що формується губчасте утворення — хоріон. Хоріон зростається з епітелієм матки, сполучаючи плід з матір'ю. Вирізняють три типи плаценти: дифузна, коли ворсинки розподіляються рівномірно по хоріону (китоподібні, багато копитних, напівмавпи); часточкова, коли ворсинки зібрані в групи, розподілені всією поверхнею хоріону (більшість жуйних); дискоїдальна, — ворсинки розташовуються на обмеженій, дископодібній ділянці хоріону (комахоїдні, гризуни, мавпи).

## Родинні зв'язки за даними молекулярної філогенетики
Родинні зв'язки між рядами плацентарних почали прояснюватися лише нещодавно завдяки успіхам молекулярної філогенетики. Водночас відбулися й зміни в системі на рівні рядів, які відображені в багатьох сучасних джерелах (наприклад,  та ). Відповідно до результатів більшості молекулярних досліджень, всі плацентарні поділяються на чотири великі клади (іноді їм надають ранг надрядів), що наведені тут в порядку відділення від загального стовбура філогенетичного дерева:
- Афротерії (Afrotheria);
- Неповнозубі (Xenarthra);
- Euarchontoglires;
- Лавразіотерії (Laurasiatheria).

До афротерій належать дві групи близькоспоріднених рядів: до першої відносяться ряди хоботні, сирени і дамани, а до другої — слонові землерийки, тенрекоподібні і трубкозуби.
До Неповнозубих належать два ряди — мурахоїди і лінивці (ряд Pilosa) і броненосці (ряд Cingulata).
До Euarchontoglires належать ряди гризуни (Rodentia), Зайцеподібні (Lagomorpha) (дві сестринські групи), Тупаєподібні (Scadentia), Шерстокрили (Dermoptera) і Примати (Primates) (дві сестринські групи).
До Laurasiatheria належать загони комахоїдні (Eulipotyphla) (за деякими даними, їжаки і інші комахоїдні складають два різних сестринських ряди — їжакоподібні (Erinaceomorpha) і мідицеподібні (Soricomorpha)), рукокрилі (Chiroptera), панголіни (Pholidota), хижі (Carnivora), непарнокопитні (Perissodactyla), парнокопитні (Artiodactyla), китоподібні (Cetacea). З точки зору еволюційної теорії ряди іноді об'єднують в загальний таксон Китопарнокопитні (Cetartiodactyla). Ластоногі включаються до складу ряду хижі (власне, до групи Arctoidea) і є збірною групою, частина якої (моржі та сивучі) є найближчими родичами ведмедів, а інші (тюлені) — родинними до мустелових (Musteloidea).

## Походження ссавців
Найдавніші залишки Синапсид  датують Пенсильванським часом (318—299 млн років тому) Кам'яновугільного періоду Палеозойської ери. З того часу відомо Археотириса флоридського (Archaeothyris florensis Reisz, 1972) та кілька видів з роду Клепсидропс (Clepsydrops Cope, 1875), які відносять до умовної групи «Пелікозаврів».
```
Synapsida
 (
Синапсиди
) 
 |-
Caseasauria 
 (
Казеазаври
)
 `-
Eupelycosauria
 (
Справжні Пелікозаври
)
    |-родина 
Varanopseidae
 (
Варанопсеїди
)
    `-+-родина 
Ophiacodontidae
 (
Офіакодонтиди
)
      `-+-родина 
Edaphosauridae
 (
Земляні ящери
)
        `-
Sphenacodontia
 (
Сфенакодонтні
)
           |-родина 
Sphenacodontidae
 (
Сфенакодонтиди
)
           `-
Therapsida
 (
Терапсиди
)
              |-
Biarmosuchia
 (
Біармозухія
)
              |   `-рід 
Eotitanosuchus
 (
Еотитанозух
)
              `-
Eutherapsida
 (
Справжні Звіроподібні ящери
)
                 |-
Dinocephalia
 (
Диноцефали
)
                 `-
Neotherapsida
 (
Новозвіроподібні ящери
)
                   |-
Anomodontia
 (
Аномодонтії
)
                   `-
Theriodontia
 (
Звірозубі ящери
)
                       |-
Gorgonopsia
 (
Ґорґонопсиди
)
                       `-
Eutheriodontia
 (Справжні Звірозубі ящери)
                         |-
Therocephalia
 (
Звіроголові
)
                         `-
Cynodontia
 (
Цинодонти
)
                            |- + -рід 
Dvinia
 (
Двінія
)
                            |  `—рід 
Procynosuchus
 (
Процинозух
)
                            `- 
Epicynodontia
 (
Епіцинодонти
)
                               |-рід 
Thrinaxodon
 (
Тринаксодон
)
                               `-
Eucynodontia
 (
Справжні Цинодонти
)
                                  |- + -рід 
Cynognathus
 (
Циногнат
)
                                  |  `- + -родина 
Tritylodontidae
 (
Тритилодонтиди
)
                                  |      `-родина 
Traversodontidae
 (
Траверсодонтиди
)
                                  `-
Probainognathia
 (
Пробайногнати
)
                                     |- + -родина 
Trithelodontidae
 (
Трителодонтиди
)
                                     |  `—родина 
Chiniquodontidae
 (
Хінікводонтиди
)
                                     `- + -рід 
Prozostrodon
 (
Прозостродон
)
                                        `- 
Mammaliaformes
 (
Ссавцеподібні
)
                                            `-
Mammalia
 (Ссавці)
```

## Еволюція ссавців
У липні 2023 року, згідно публікації в Journal of Systematic Palaeontology, вчені провели аналіз скам'янілостей, знайдених у Великому вододілі, штат Вайомінг (США) і виявили три нові види древніх ссавців. Тваринам були дані імена Beornus honeyi, Miniconus jeanninae та Conacodon hettingeri. Усі вони є кондилартами — прародичами сучасних копитних.

## Систематика

### Класична систематика (середина-кінець 20 ст.)
Підклас Яйцекладні, або Першозвірі (Prototheria)
Ряд Однопрохідні (Monotremata)
Підклас Звірі (Theria):
Інфраклас Нижчі Звірі (Metatheria)
Ряд Сумчасті (Marsupialia)
Інфраклас Плацентарні або Вищі Звірі (Eutheria)
Ряд Комахоїдні (Insectivora)
Ряд Неповнозубі (Edentata)

Надряд Архонти (Archonta)
Ряд Шерстокрилі (Dermoptera)
Ряд Рукокрилі (Chiroptera)
Ряд Примати (Primates)
Надряд Гризуни (Glires)
Ряд Гризуни, або двопарнорізцеві (Rodentia, seu Duplicidentata)
Ряд Зайцеподібні, або однопарнорізцеві (Lagomorpha, seu Simplicidentata)
Надряд Хижі (Ferae, seu Carnivora s.l.)
Ряд Ящери (Pholydota)
Ряд Хижі (Carnivora, seu Fissipedia)
Ряд Ластоногі (Pinnipedia)
Надряд Унгуляти (Ungulata)
Ряд Китоподібні (Cetacea, seu Ceti)
Ряд Сирени Sirenia
Ряд Хоботні (Proboscidea)
Ряд Дамани (Hyracoidea)
Ряд Парнокопитні (Artiodactyla)
Ряд Мозоленогі (Tylopoda)
Ряд Непарнокопитні (Perissodactyla)

### Класифікація McKenna/Bell 1997 (вище рядів)
Class Mammalia
- Subclass Prototheria
- Subclass Theriiformes
  - Infraclass †Allotheria
  - Infraclass †Triconodonta
  - Infraclass Holotheria
    - Superlegion †Kuehneotheria
    - Superlegion Trechnotheria
      - Legion †Symmetrodonta
      - Legion Cladotheria
        - Sublegion †Dryolestoidea
        - Sublegion Zatheria
          - Infralegion †Peramura
          - Infralegion Tribosphenida
            - Supercogort †Aegialodontia
            - Supercohort Theria
              - Cohort Marsupialia
              - Cohort Placentalia

### Молекулярна систематика сучасних ссавців
Підклас Yinotheria
Інфраклас Australosphenida
Ряд Однопрохідні (Monotremata), 5 видів

Підклас Звірі (Theria)
Інфраклас Сумчасті (Marsupialia)
Ряд Опосумоподібні (Didelphimorphia), 126 видів
Ряд Ценолестоподібні (Paucituberculata), 7 видів
Надряд Австралодельфи (Australidelphia)
Ряд Дромероподібні (Microbiotheria), 2 види
Ряд Кускусоподібні (Diprotodontia), 151 вид
Ряд Ноториктоподібні (Notoryctemorphia), 2 види
Ряд Кволоподібні (Dasyuromorphia), 85 видів
Ряд Бандикутоподібні (Peramelemorphia), 23 види
Інфраклас Плацентарні (Placentalia)
 Клада Atlantogenata
Надряд I Афротерії (Afrotheria)
Грандряд «Афроінсектофіли» (Afroinsectiphilia)
Ряд Стрибунцеподібні (Macroscelidea), 20 видів
Ряд Тенрекоподібні (Afrosoricida), 55 видів
Ряд Трубкозубоподібні (Tubulidentata), 1 вид
Грандряд «Пенунґуляти» (Paenungulata)
Ряд Даманоподібні (Hyracoidea), 6 видів
Ряд Слоноподібні (Proboscidea), 3 види
Ряд Сирени (Sirenia), 4 види
Надряд II: Неповнозубі (Xenarthra)
Ряд Лінивцеподібні (Pilosa), 17 видів
Ряд Броненосцеподібні (Cingulata), 25 видів
 Клада Бореоевтерії (Boreoeutheria)
Надряд III: Евархонтогліри (Euarchontoglira)
Грандряд «Евархонти» Euarchonta
Ряд Тупаєподібні (Scandentia), 23 види
Ряд Кагуаноподібні (Dermoptera), 2 види
Ряд Примати (Primates), 513 видів
Грандряд Гризуни (Glires)
Ряд Зайцеподібні (Lagomorpha), 111 видів
Ряд Мишоподібні (Rodentia), 2720 види
Надряд IV: Лавразіотерії (Laurasiatheria)
Ряд Комахоїдні (Eulipotyphla), 601 вид
Клада Scrotifera
Ряд Рукокрилі (Chiroptera), 1483 видів
Грандряд Ferungulata
мірряд Ferae
Ряд Панголіни (Pholidota), 9 видів
Ряд Хижі (Carnivora), 312 видів
мірряд Унгуляти (Ungulata)
Ряд Непарнокопитні (Perissodactyla), 18 видів
Ряд Парнокопитні (Artiodactyla), 365 видів
Разом: 27 рядів, 167 родин, 1359 родів, 6686 видів.